# Annabelle Lascar
Pour les articles homonymes, voir Lascar.
Annabelle Lascar, née le 25 avril 1985 à Quatre Bornes, est une athlète mauricienne spécialisée dans le 800 mètres. Elle a représenté son pays aux Jeux olympiques d'été de 2008 et de 2012 échouant à se qualifier pour les demi-finales. Son record personnel est de 2 min 5 s 45.